# Decorazioni alla bandiera dell'Esercito Italiano
La bandiera di guerra dell'Esercito Italiano è stata concessa, con decreto del presidente della Repubblica, il 6 marzo 1996. È custodita nella sede dello Stato maggiore dell'Esercito italiano.

## Decorazioni alla bandiera dell'Esercito Italiano
La bandiera di guerra dell'Esercito Italiano è decorata delle seguenti onorificenze (aggiornamento al gennaio 2024):
 4 Croci di Cavaliere dell'Ordine militare d'Italia
 2 Medaglie d'oro al valor militare
 4 Medaglie d'oro al valor civile
 1 Medaglia d'argento al valor civile
 4 Medaglie d'oro al merito civile
 1  Medaglie d'argento al merito civile
 1 Medaglia d'oro al merito della Croce Rossa Italiana
 1 Medaglie d'oro al merito della sanità pubblica
 1 Medaglia di bronzo dorata di eccellenza di I classe di pubblica benemerenza del Dipartimento della Protezione civile